# Ludwik Solski

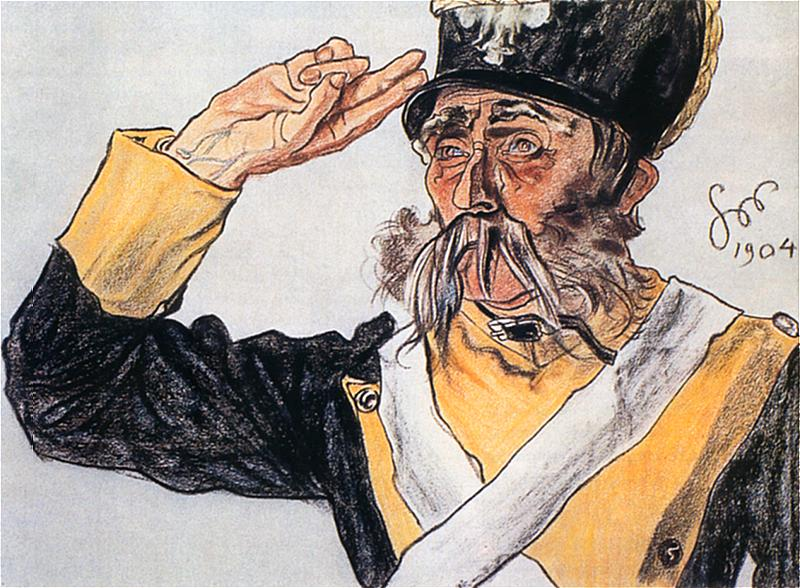
Ludwik Solski jako Stary wiarus w „Warszawiance” (rysunek Stanisława Wyspiańskiego, 1904)

Ludwik Solski, właśc. Ludwik Napoleon Sosnowski (ur. 20 stycznia 1855 w Gdowie, zm. 19 grudnia 1954 w Krakowie) – polski aktor, reżyser, dyrektor teatru; jeden z najwybitniejszych aktorów w historii teatru w Polsce. Za szczególnie istotną w jego dorobku uznawana jest rola Starego Wiarusa w Warszawiance. 

## Rodzina
Rodzina Sosnowskich pieczętowała się herbem Nałęcz. Ludwik Solski (Ludwik Napoleon Sosnowski) pochodził z długowiecznej rodziny. Ojciec Ludwika, Franciszek Sosnowski (1812–1902) był uczestnikiem powstania listopadowego. Dziadek, rotmistrz kawalerii za czasów insurekcji kościuszkowskiej, dożył 112 lat. Matka Ludwika, Stanisława Wojciechowska (1826–1863), pochodziła z rodu pieczętującego się herbem Lubicz, była prawnuczką barona Michała Mateusza Lewartowskiego (1747–1805). Ze strony matki jego kuzynką była Władysława z Wojciechowskich Sykałowa, działaczka narodowa i żona posła ZLN Juliana Sykały. Ludwik Napoleon Sosnowski miał przyrodniego brata Kazimierza Ignacego, polonistę, pedagoga i krajoznawcę polskiego. Trzykrotnie żonaty. Druga żona, Irena Solska, była córką malarki Bronisławy Poświkowej.

## Życiorys
Debiutował w Krakowie w 1876, następne lata spędził w teatrzykach wędrownych. Do Krakowa powrócił w 1883 i pozostał do 1900. Przez kolejne 4 lata występował w Teatrze Wielkim we Lwowie. W latach 1905–1913 był dyrektorem Teatru Miejskiego w Krakowie (który od 1909 nosi imię Juliusza Słowackiego). Od 1918 do 1939 roku pracował (w tym reżyserował) w różnych teatrach Polski. Od 1944 ponownie przebywał w Krakowie.
Ludwik Solski był jednym z pionierów w realizacji repertuaru rosyjskiego na polskich scenach: Tołstoja, Czechowa, Gorkiego oraz adaptacji z Dostojewskiego.
Publiczność zapamiętała go szczególnie z niemej roli Starego Wiarusa w Warszawiance Stanisława Wyspiańskiego (premiera: 12 stycznia 1898, Teatr Miejski w Krakowie). W krótkiej scenie, do dworku na przedmieściu Warszawy, w którym zebrani byli generałowie: Józef Chłopicki, Jan Zygmunt Skrzynecki, Ludwik Michał Pac i Jan Nepomucen Umiński, przybywa ordynans gen. Franciszka Żymirskiego. Ten stary żołnierz, ranny, oblepiony błotem i krwią dociera tu wprost z pola bitwy o Olszynkę Grochowską. W milczeniu podchodzi do generała, przekazuje mu raport i skrwawioną wstęgę, po czym salutuje i odchodzi. Ta krótka scena wywarła na publiczności przejmujące wrażenie. Rola Starego Wiarusa w wykonaniu Solskiego była uznawana za ikonę polskiego teatru.
Solski był honorowym dyrektorem Teatru Miejskiego we Lwowie (od 1935) i w Łodzi. Tytuł ten został mu nadany przez władze Łodzi w styczniu 1937 roku.
W trakcie bombardowania Warszawy we wrześniu 1939 zniszczeniu uległo całe mieszkanie Solskiego w kamienicy przy Alejach Jerozolimskich 31; w mieszkaniu znajdowały się liczne dzieła sztuki, w tym obrazy Józefa Mehoffera, Juliana Fałata i Piotra Stachiewicza oraz 12 obrazów Stanisława Wyspiańskiego.
Po upadku powstania warszawskiego Ludwik Solski miał być ewakuowany wraz ze Szpitalem Dzieciątka Jezus, gdzie przebywał. Zygmunt Augustyński, przedwojenny dziennikarz i jeden z głównych działaczy RGO, umożliwił mu wcześniejszy wyjazd ze szpitalem położonym przy ul. Mokotowskiej 55. Drogę na ul. Mokotowską artysta przebył pieszo wraz z żoną i służącą, w towarzystwie Augustyńskiego, który dzięki znajomości niemieckiego miał ich ochronić przed natarczywością patroli niemieckich. Po dotarciu na miejsce, 89-letni Solski, wdrapawszy się na samochód ciężarowy po zaimprowizowanych schodach, zwrócił się do Augustyńskiego:

„Panie Zygmuncie, to była najtrudniejsza rola w moim życiu”.

Na scenie występował do końca – ostatni raz 5 czerwca 1954 jako Dyndalski w Zemście Aleksandra Fredry. Został pochowany 22 grudnia 1954 w Krypcie Zasłużonych na Skałce. W pogrzebie uczestniczyły tysiące osób. Władze państwowe reprezentowali zastępca przewodniczącego Rady Państwa Stefan Ignar, wicepremier Stanisław Łapot oraz minister kultury i sztuki Włodzimierz Sokorski, który przemówił w imieniu Rady Państwa i Rady Ministrów.
Pośmiertnie, w 1955 i 1956 opublikowano dwa tomy jego Wspomnień.

## Filmografia
Ludwik Solski wystąpił też w czterech filmach:
- 1927 Ziemia obiecana jako potentat bawełniany Hermann Bucholc
- 1930 Dusze w niewoli jako Stary Lachowicz
- 1930 Tajemnica lekarza jako stary doktor Stanley
- 1939 Geniusz sceny jako Chudogęba / Sędzia Dogbery / Harpagon / Judasz / Jowialski / Horsztyński / Fryderyk / Gospodarz / Mickiewicz / Łatka / Ojciec / Profesor Słupiński / Stary Wiarus

## Ordery i odznaczenia
- Order Budowniczych Polski Ludowej (1954)[14]
- Krzyż Wielki Orderu Odrodzenia Polski (28 grudnia 1945)[15][16]
- Order Sztandaru Pracy I klasy (18 kwietnia 1951)[17]
- Krzyż Komandorski Orderu Odrodzenia Polski (13 kwietnia 1935)[18]
- Krzyż Oficerski Orderu Odrodzenia Polski (2 maja 1923)[19]
- Złoty Krzyż Zasługi (dwukrotnie: 25 września 1933[20], 13 listopada 1953[21])
- Złoty Wawrzyn Akademicki (5 listopada 1935)[22]
- Medal 10-lecia Polski Ludowej (pośmiertnie, 21 grudnia 1954)[23]
- Honorowa odznaka „Wilka” (1935)[24]
- Kawaler Orderu Franciszka Józefa (Austro-Węgry, 1908)[25]

## Nagrody i wyróżnienia
- Państwowa Nagroda Artystyczna I stopnia w dziale teatru za całokształt działalności artystycznej (1950)[26]
- tytuł doktora honoris causa Uniwersytetu Jagiellońskiego (marzec 1954)

## Upamiętnienie
Jego imię otrzymały Państwowa Wyższa Szkoła Teatralna w Krakowie (od 1955 do września 2017) oraz teatr w Tarnowie.

## Galeria

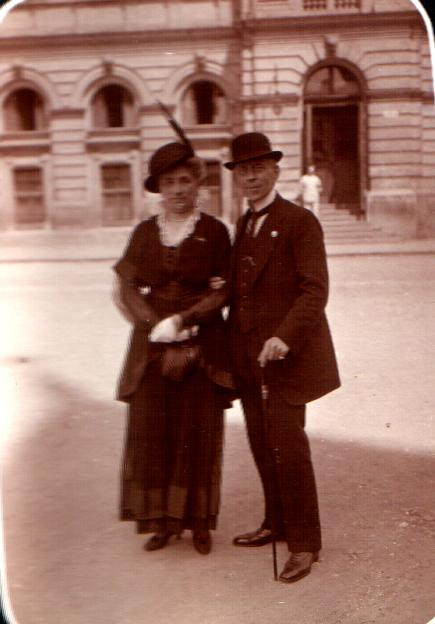
Irena i Ludwik Solscy przed Teatrem Słowackiego (1916)
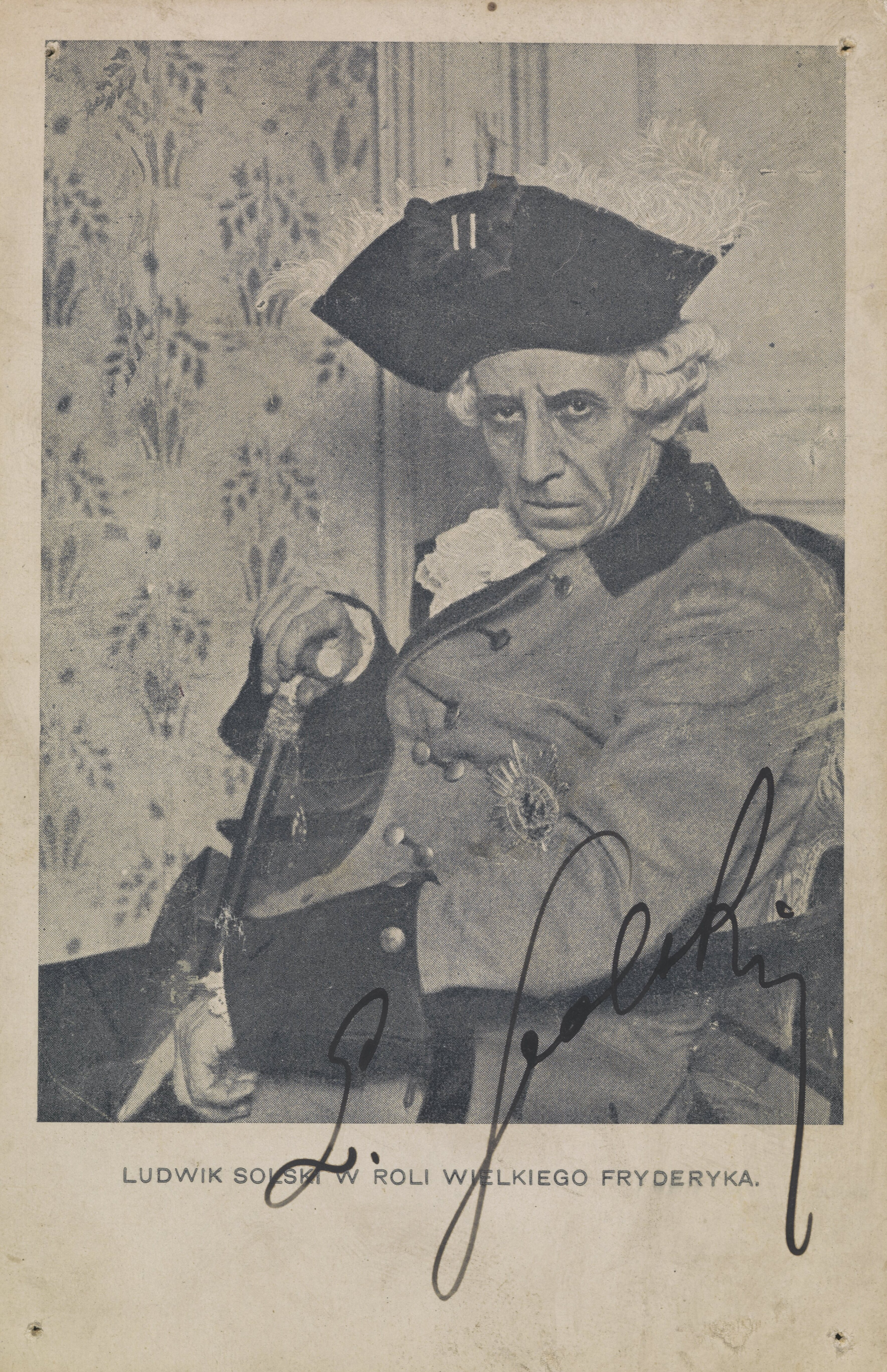
Ludwik Solski w roli Wielkiego Fryderyka, 1925 r.
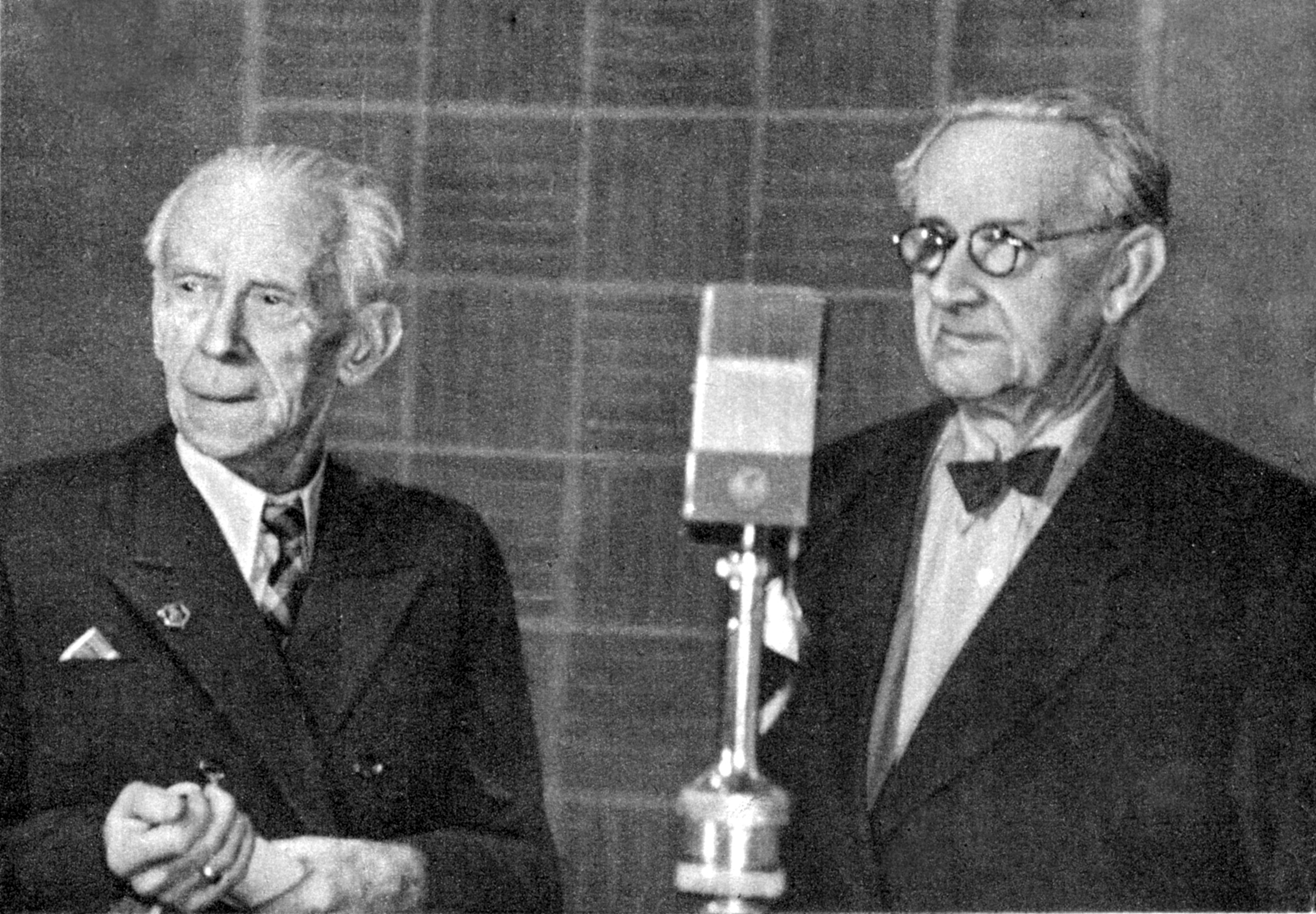
Ludwik Solski (po lewej) z Aleksandrem Zelwerowiczem w siedzibie Polskiego Radia
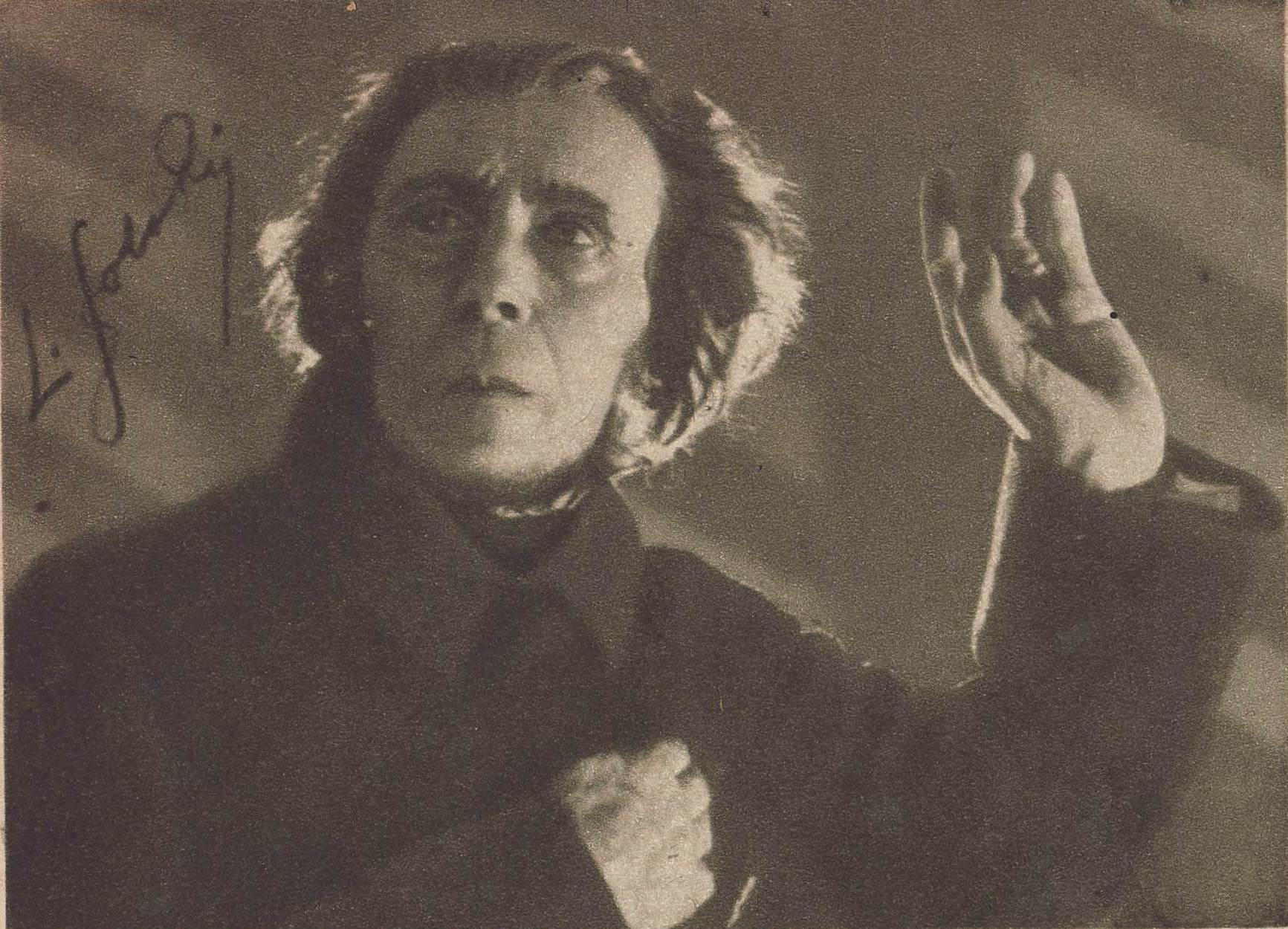
Ludwik Solski jako Mickiewicz w sztuce „Legion”
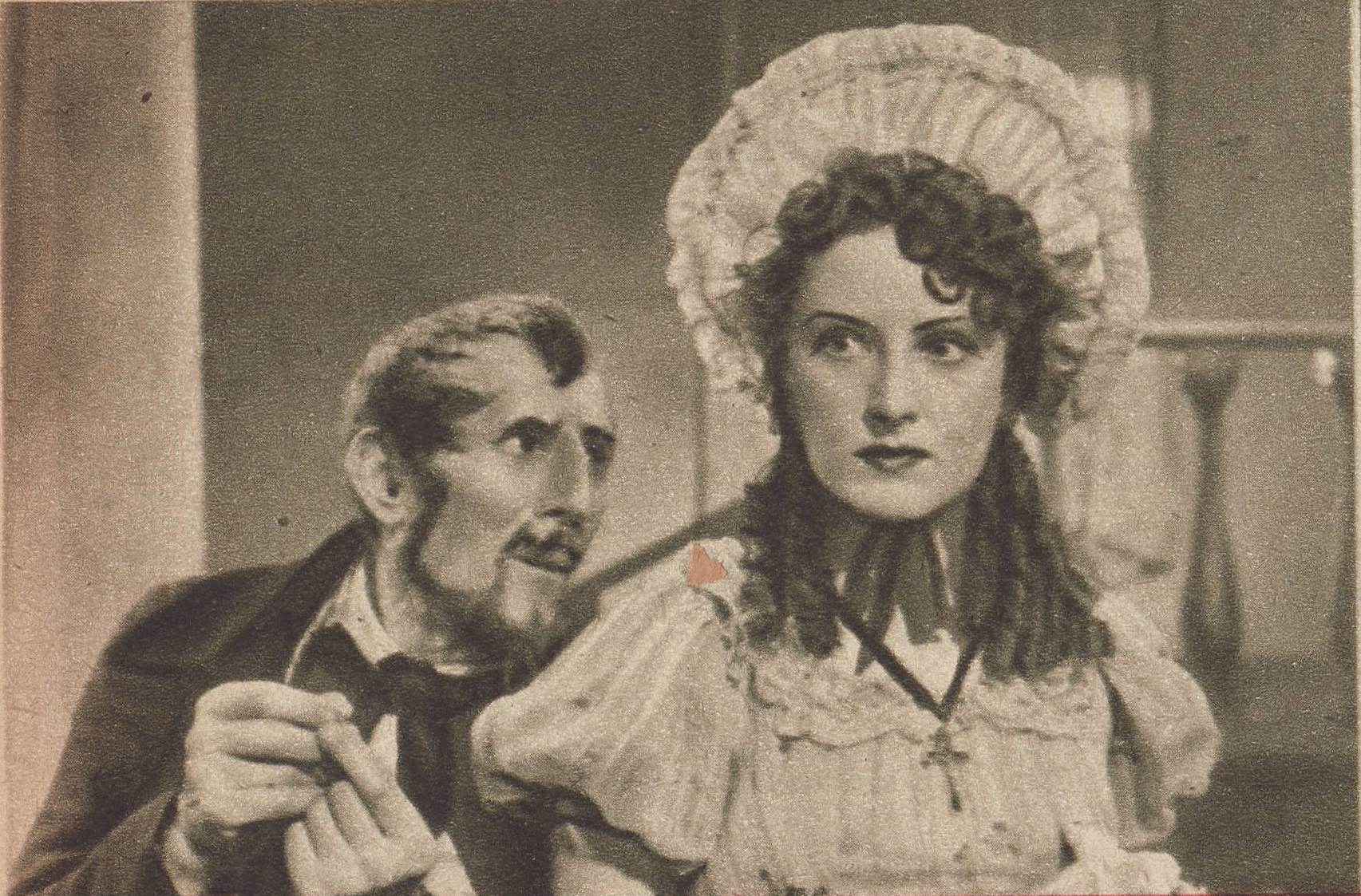
Ludwik Solski (jako lichwiarz Łatka) i Stanisława Angel-Engelówna w sztuce „Dożywocie”.
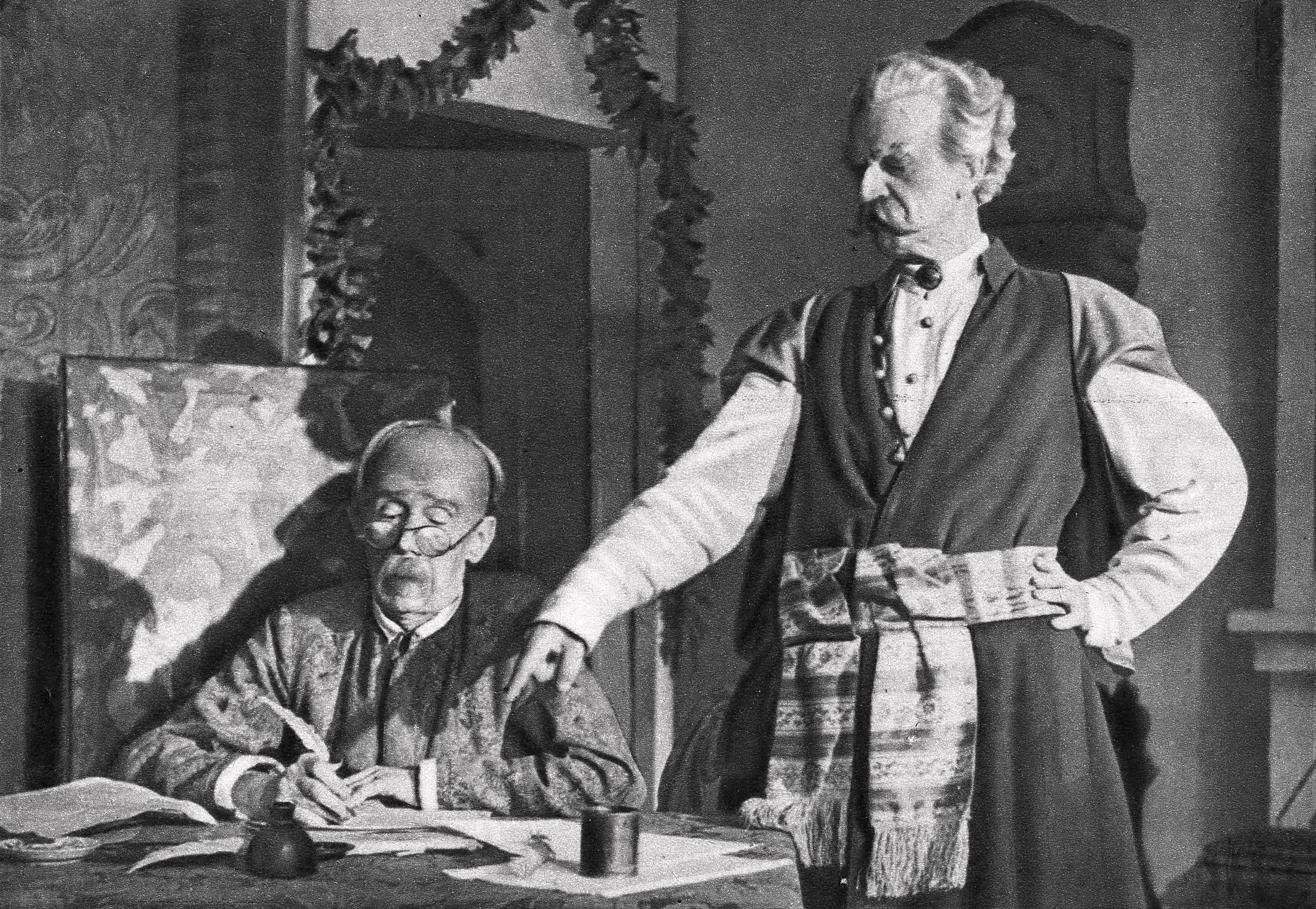
Ludwik Solski jako Dyndalski i Jerzy Leszczyński w sztuce „Zemsta”
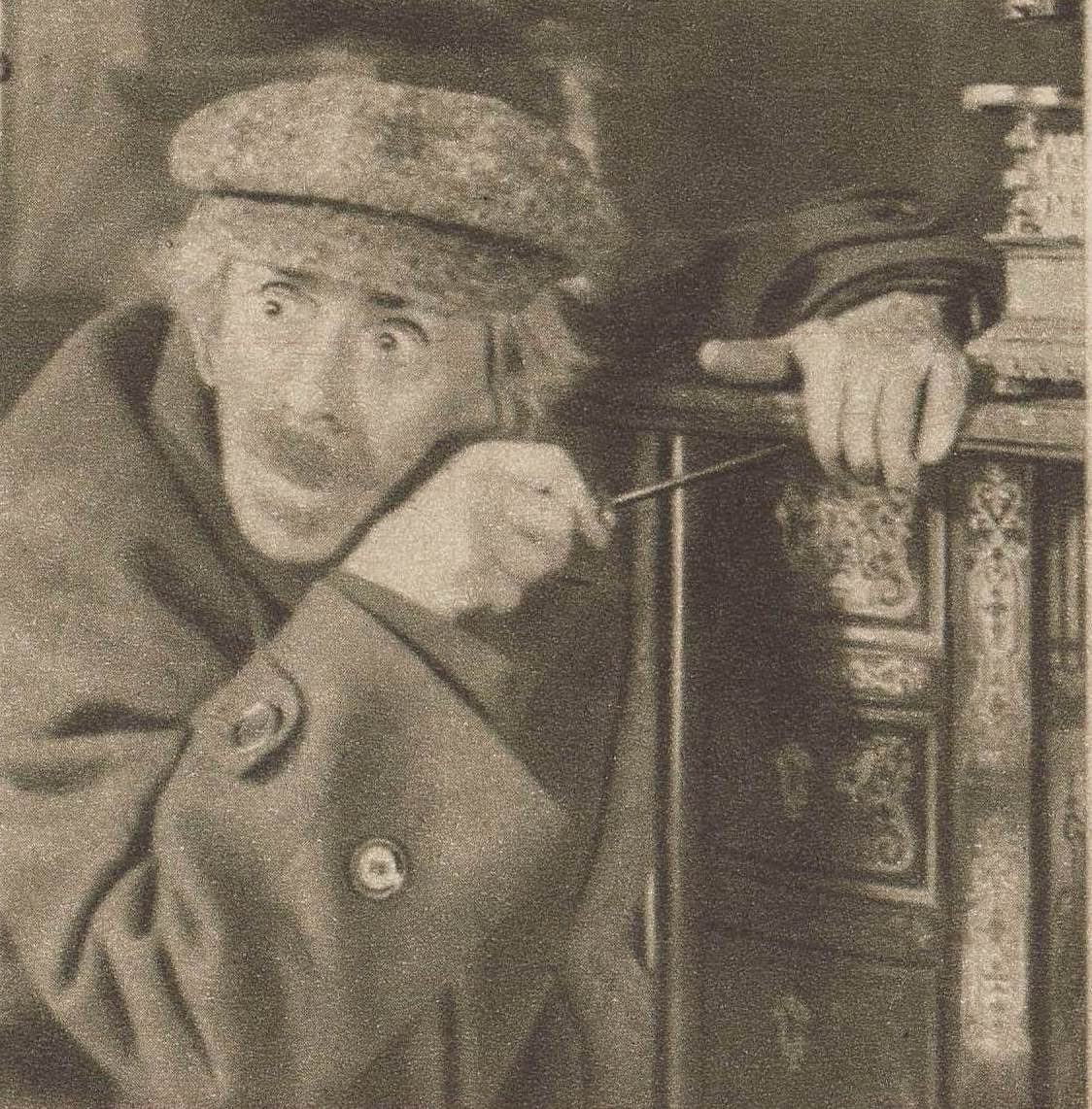
Ludwik Solski jako Lechowicz w sztuce „Dusze w niewoli”
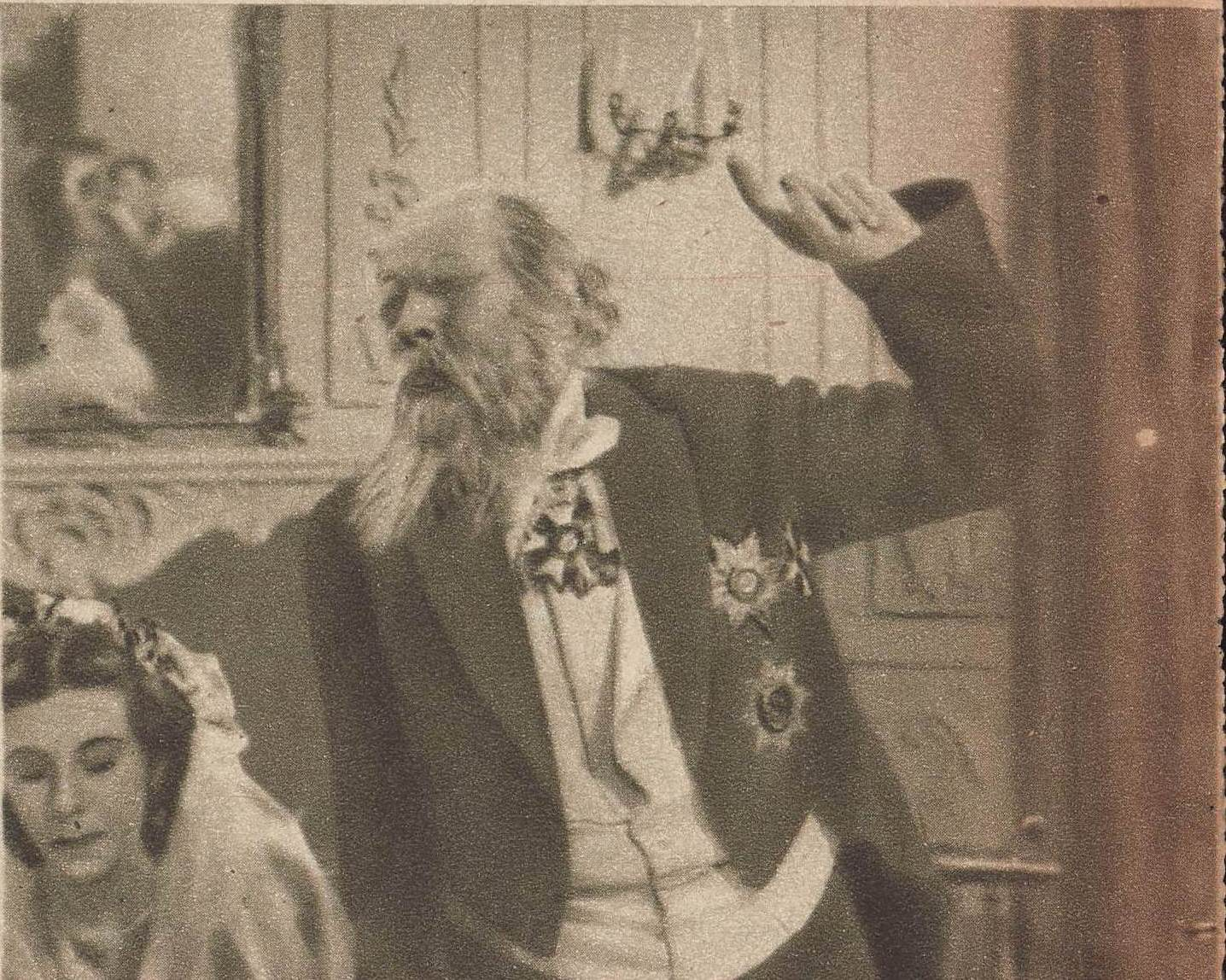
Ludwik Solski jako profesor Słapiński w sztuce „U mety”